# Неостигмина метилсульфат
Неостигмина метилсульфат («Прозерин») — ингибитор холинэстеразы. По периферической активности близок к физостигмину и галантамину, центрального действия не оказывает, поскольку плохо проникает через гемато-энцефалический барьер.
Прозерин входит в перечень жизненно необходимых и важнейших лекарственных препаратов.

## Общая характеристика
Белый кристаллический порошок без запаха, горький на вкус. Гигроскопичен. На свету приобретает розоватый оттенок. Очень легко растворим в воде (1:10), легко — в спирте (1:5). Водные растворы (рН 5,9—7,5) стерилизуют при +100 °C в течение 30 мин.
Прозерин является синтетическим антихолинэстеразным веществом. По химическому строению может рассматриваться как упрощённый аналог физостигмина, содержащий N-алкилзамещённую карбамоилоксифенильную часть. Однако характерной особенностью прозерина (так же как оксазила и пиридостигмина) является наличие в его молекуле четвертичной аммониевой группы. Он отличается этим от алкалоидов физостигмина и галантамина, которые не содержат четвертичных атомов азота.
Прозерин обладает сильной обратимой антихолинэстеразной активностью. По периферическим эффектам близок к физостигмину и галантамину. Подобно другим четвертичным аммониевым соединениям оказывает преимущественное влияние на периферические системы и трудно проникает через гемато-энцефалический барьер.
Применяют при миастении, двигательных нарушениях после травм мозга, параличах, в восстановительном периоде после менингита, перенесённого полиомиелита, энцефалита и т. п., при атрофии зрительного нерва, невритах, для предупреждения и лечения атонии кишечника и мочевого пузыря. В офтальмологической практике прозерин иногда назначают для сужения зрачка и понижения внутриглазного давления при закрытоугольной глаукоме.
Прозерин является антагонистом антидеполяризующих курареподобных препаратов. Однако большие дозы могут сами вызывать нарушение нервно-мышечной проводимости в результате накопления ацетилхолина и стойкой деполяризации в области синапсов. Как антидот миорелаксантов прозерин применяют при мышечной слабости и угнетении дыхания по окончании анестезии с использованием антидеполяризующих, а также в случае применения недеполяризующих миорелаксантов (Атракуриум), если последние начинают действовать по типу антидеполяризующих.

## Применение
Применяют прозерин обычно внутрь или подкожно.
При развитии миастенического криза у взрослых прозерин вводят внутривенно — 0,5—1 мл 0,05 % раствора, затем под кожу в обычных дозах с небольшими интервалами. Для потенцирования действия прозерина иногда вводят под кожу дополнительно эфедрин — 1 мл 5 % раствора.
Лечение прозерином миастении проводят длительно. При других заболеваниях курс лечения продолжается 25—30 дней; при необходимости курс лечения повторяют после 3—4 — недельного перерыва.
Дозы при лечении миастении следует подбирать индивидуально. При недостаточной дозировке может наступить ухудшение состояния, а избыточные дозы могут привести к развитию холинергических кризов и стойкого нарушения нервно-мышечной проводимости с расстройствами дыхания. Прозерин и другие антихолинэстеразные препараты при лечении миастении применяют при необходимости в сочетании с антагонистами альдостерона (Спиронолактон), кортикостероидами и анаболическими гормонами. Основными средствами патогенетической терапии миастении продолжают оставаться антихолинэстеразные препараты (прозерин, оксазил, пиридостигмина бромид и др.).
Иногда назначают прозерин при слабости родовой деятельности; дают внутрь по 0,003 г (3 мг) на приём 4—6 раз с промежутками между приёмами 40 мин. Для стимулирования родов можно вводить прозерин под кожу по 1 мл 0,05 % раствора 1—2 раза с промежутками 1 ч, одновременно с первой инъекцией вводят однократно под кожу 1 мл 0,1 % раствора атропина. В последние годы в связи с появлением новых средств и методов стимуляции родовой деятельности прозерин для этой цели применяют редко.
В глазной практике для снижения внутриглазного давления при глаукоме применяют 0,5 % раствор: вводят в конъюнктивный мешок по 1—2 капли 1—4 раза в день.
При применении прозерина для купирования действия миорелаксантов вводят предварительно атропина сульфат внутривенно в дозе 0,5—0,7 мг (0,5—0,7 мл 0,1 % раствора), ожидают учащения пульса и через 1/2—2 мин вводят внутривенно 1,5 мг (3 мл 0,05 % раствора) прозерина. Если эффект оказался недостаточным, повторяют введение такой же дозы прозерина (при появлении брадикардии делают дополнительную инъекцию атропина). Всего можно ввести 5—6 мг (10—12 мл 0,05 % раствора) прозерина в течение 20—30 мин.

## Передозировка
При передозировке прозерина или повышенной чувствительности к нему могут возникнуть побочные явления, связанные с перевозбуждением холинорецепторов (холинергический криз): гиперсаливация, миоз, тошнота, усиление перистальтики, понос, частое мочеиспускание, тремор мышц языка и скелетной мускулатуры, постепенное развитие общей слабости. Для снятия побочных явлений уменьшают дозу или прекращают приём препарата, при необходимости вводят атропин или другие холинолитические препараты.

## Противопоказания
Прозерин противопоказан при эпилепсии, гиперкинезах, бронхиальной астме, стенокардии, выраженном атеросклерозе. При передозировке и плохой переносимости применяют в качестве антагониста атропин, метацин или другие холинолитические препараты.